# Michaela Schärer
Michaela Schärer (* 1970) ist eine Schweizer Juristin. Seit Januar 2021 ist sie Direktorin des Bundesamtes für Bevölkerungsschutz BABS.

## Werdegang
Schärer studierte an der Universität Lausanne Recht, welches sie 1991 mit einem Lizenziat abschloss. An der Universität Genf studierte sie 1995 im Nachdiplomstudium internationales Recht und schloss 2001 ihre Dissertation ab.
Nach ihrem Studium hielt sie wissenschaftliche Assistenzfunktionen an der EPFL Lausanne. 1995 begann sie im damaligen Eidgenössische Militärdepartement und arbeitet seither in der Bundesverwaltung. Dort war sie in verschiedenen Stellen, bevor sie 2006 Stabschefin und Chefin Sektion Stabsdienste des Grenzwachtkorps in der Eidgenössische Zollverwaltung wurde. 2011 wurde sie zur Vizedirektorin und war für die Hauptabteilung Recht und Abgaben verantwortlich. 2017 wurde sie Stellvertretende Direktorin der Eidgenössischen Zollverwaltung, bevor sie den Bereich Zoll mit 2000 Mitarbeitenden übernahm. 2020 wurde sie Chefin des Direktionsbereichs Operationen mit 3500 Mitarbeitenden um in einer Reorganisation die vier Zollkreise und 7 Grenzwachtregionen in eine Organisation zusammenzuführen.
Der Bundesrat hat Schärer am 25. November 2020 zur Direktorin des Bundesamtes für Bevölkerungsschutz ernannt. Sie ist die erste Frau in dieser Position.